# Liga A 2010-11 (volleybal België)
Het seizoen 2010/11 van de Belgische Liga A ging van start op 2 oktober 2010.
Het is de opvolger van de (Volley)liga.

## Promoties en degradaties

### Gedegradeerde teams
Twee teams eindigden vorig seizoen laatste en voorlaatste met de Play Downs.
- PNV Waasland
- Axis Shanks Guibertin

### Gepromoveerde teams
Twee teams promoveerden uit eerste nationale A en B voor de start van het seizoen:
- VBC Waremme
- VBC Scheldenatie Kapellen

Door de hervormingen en de oprichting van Liga B, is dit het laatste seizoen met 2 gepromoveerde teams.

### Degraderend team
Door de hervormingen degradeert enkel de ploeg die laatste einde in de Play Downs.
- VBC Waremme

Op het einde van dit seizoen ging Group d´Arte Averbode in vereffening en liet VBC Scheldenatie Kapellen zich vrijwillig degraderen naar Liga B. Hierdoor kwamen er extra plaatsen vrij om te promoveren naar Liga A. Omdat er niet genoeg interesse was om te promoveren bij de Liga B ploegen, kon Waremme zijn plaats in Liga A behouden.

### Promoverend team
Dit team werd kampioen in Liga B en promoveerde naar Liga A.
- PNV Waasland Kruibeke-Nieuwkerken

Omwille van het verdwijnen van enkele ploegen in Liga A, konden extra ploegen mee promoveren. Het pas gedegradeerde Axis Shanks Guibertin maakte hier gebruik van.

## Verloop

### Tijdens de reguliere competitie
Tijdens de aanloop naar de competitie was het al duidelijk dat het dit seizoen weer een strijd zou worden tussen Knack Randstad Roeselare en Noliko Maaseik om de landstitel, met als belangrijkste outsider Asse-Lennik.
Onderin werden de gepromoveerde ploegen: Waremme en Kapellen getipt als de meest waarschijnlijke degradatiekandidaten.
Verder was het nog uitkijken naar Topvolley Antwerpen, zouden ze hun sterke prestatie van vorig seizoen kunnen herhalen? Ook Prefaxis Menen had een duidelijk doel voor ogen: na 2 seizoenen nog eens de Play-Offs halen.
Hoewel Roeselare stroef aan het seizoen begon, behaalde het toch de ene overwinning na de andere. Zo konden ze vlot aan de top spelen in de reguliere competitie.
Ze verloren in deze competitie enkel bij eeuwige concurrent Maaseik, maar thuis wonnen ze. De voorlaatste speeldag van de reguliere competitie was Roeselare dan ook zeker van hun eerste plaats (en de beste uitgangspositie bij de Play-Offs) na een thuisoverwinning tegen Asse-Lennik. Deze laatste ploeg kon mathematisch zelfs nog op gelijke hoogte eindigen als de leider.
Maaseik speelde een zeer sterk seizoen, maar liet toch meermaals punten liggen tegen kleinere ploegen door slechts met 3-2 te winnen. Ze begonnen als tweede in de Play-Offs.
Menen kende een sterke seizoensstart en ondanks een zeer lichte terugval, wisten ze zich 2 speeldagen voor het einde van de reguliere competitie te plaatsen voor de Play-Offs. Dit deden ze door thuis hun rechtstreekse rivaal: Antwerpen, te verslaan met 3-1.
De daaropvolgende speeldag sprongen ze zelfs over Halen in de rangschikking, waardoor de laatste speeldag beslissend zal worden wie van beide ploegen de Play-Offs zal ingaan met de beste papieren.
De verrassing van vorig seizoen: Antwerpen, had geen al te best seizoen. Ze waren 2 speeldagen voor het einde van de reguliere competitie dan ook zeker van hun deelname aan de Play-Downs, waarin ze zullen moeten strijden voor het behoud.
Waremme en Kapellen konden niet genoeg overwinningen behalen en spelen bijgevolg de Play-Downs.
Ook Puurs kon zich niet plaatsen voor de Play-Offs, en zal moeten strijden voor het behoud.
De overige ploegen deden wat er van hen verwacht werd. Lennik werd de (eeuwige) nummer 3 en ook Averbode en Halen plaatsten zich relatief simpel voor de Play-Offs.
Tenminste, zo zou het geweest zijn als het volgende niet gebeurd was.

#### De zaak Antwerpen vs Halen
Tijdens de wedstrijd Prefaxis Menen – Aquacare Halen, in het begin van het seizoen (9 oktober 2010) incasseerde spelverdeler Jelle van Jaarsveld (Halen) een gele en rode kaart en werd hij uitgesloten.
De strafmaat was 1 wedstrijd schorsing. Precura Antwerpen dacht dat deze schorsing van toepassing zou zijn tijdens hun thuiswedstrijd tegen Aquacare Halen op 21 november 2010. Doch volgens de Bondsuitspraak ging deze schorsing pas in voege voor de daaropvolgende wedstrijd in Puurs. Zowel de wedstrijd in Antwerpen als in Puurs (zonder Jelle) werd door Halen gewonnen.
Precura Antwerpen diende echter klacht in tegen de opstelling van Jelle in hun wedstrijd.
In eerste aanleg bleef alles zoals het was, waarop Antwerpen in beroep ging.
De beroepscommissie stelde Antwerpen, op 31 januari, in hun gelijk. Hierdoor werd de 1-3 nederlaag in Antwerpen omgezet in een 3-0-overwinning voor de thuisploeg. Zo kreeg Antwerpen er 3 punten bij en verloor Halen er 4. Bijgevolg sprong Antwerpen over Halen in de rangschikking naar de 6de (en laatste PO) plaats. Een overig gevolg hieruit was dat Menen onmiddellijk zeker was van hun 5de plaats.
Met nog één speeldag te gaan zullen Halen en Antwerpen in een onderling duel moeten uitmaken wie de laatste plaats in de PO invult, en wie tot de PD veroordeeld wordt.
Antwerpen won deze match met 1-3, en plaatste zich zo in extremis voor de Play-Offs.
Halen was op dit moment al in cassatie gegaan tegen deze uitspraak.
De cassatiecommissie heeft op donderdagavond 10 februari de uitspraak van beroepscommissie verworpen en daarmee de teruggewezen naar de beroepscommissie. Op maandagavond 14 februari besliste de bijzondere beroepscommissie dat Halen geen fouten heeft gemaakt, en trok de forfaitnederlaag weer in.
Antwerpen besliste geen verdere stappen te ondernemen en verzoende zich met zijn plaats in de Play-Downs.
Halen speelt zo in de Play-Offs, alsof heel deze zaak niet gebeurd was.

### Tijdens de Play-Offs
De PO's begonnen bijna zonder verrassingen.
Leider Roeselare startte met een relatief simpele 0-3 uitoverwinning bij Halen. Ook Lennik versloeg Menen makkelijk met 0-3. De derde topploeg: Maaseik, ging verder op z'n elan van de reguliere competitie en won de Limburgse derby tegen Halen nipt met 2-3. Zo kon Roeselare meteen weer een puntje uitlopen, en moesten de Limburgers ook Lennik naast zich dulden.
Op de tweede speeldag stond de topper 'Roeselare - Maaseik' op het programma. Maaseik moest de drie punten pakken om hun rivalen niet tot 5 punten te zien uitlopen. Het won uiteindelijk met 1-3 en wipte zo over Roeselare in het klassement. Verder versloeg Halen Menen met 0-3 en leed Lennik puntenverlies tegen Averbode. De derde speeldag waren er geen verrassingen te noteren: de top 3 ploegen pakten elk de 3 punten, zo ontstond er in deze PO's een kloof tussen de 3 hoogste en 3 laagste ploegen. Op de vierde speeldag vond de topper: Maaseik - Lennik plaats. Maaseik won deze met 3-1. Verder won Menen zijn eerste punten in deze PO's na een 2-3-overwinning tegen Averbode. Halen kon op de eerste speeldag al een punt tegen Maaseik thuishouden. Met Roeselare konden ze dit opnieuw.
Het competitieduel van 26 februari tussen Menen en Halen werd bij een 0-2 stand afgefloten. Halen leidde met 0-2. Toen het 24-25 stond in set 3 ging het licht uit bij de fans van Menen. Ze besloten met de stoel van de scheidsrechter te rammelen. Oorspronkelijk werd Menen streng gestraft voor de ongeregeldheden. De Klachtencommissie legde het team een voorwaardelijke boete van 10 000 euro op. 
Menen verloor de bewuste partij met een forfaitscore. Bovendien moest de club de eerste twee wedstrijden van volgend seizoen achter gesloten deuren afwerken.
In beroep werden deze sancties afgezwakt. De forfaitnederlaag bleef gehandhaafd, maar de sanctie dat de eerste twee thuismatchen van het volgende seizoen achter gesloten deuren moesten gespeeld worden, werd omgezet in een voorwaardelijke straf.
Asse-Lennik heeft dit seizoen de hiërarchie van de Belgische 'grote 2' verbroken. Het heeft zich dit seizoen voor de finale van de play-offs in het Belgisch mannenvolley geplaatst. In de strijd om de titel neemt de Vlaams-Brabantse club het op tegen Maaseik. Asse-Lennik verzekerde zich met een 3-1 zege tegen Menen van de tweede plaats in de play-offs na Maaseik, dat met 3-0 won van Halen. Titelverdediger Roeselare eindigde met 3-2 winst tegen Averbode en is er voor het eerst in vijftien jaar niet bij in de finale. De voorbije veertien jaar ging die finale steeds tussen Roeselare en Maaseik.

### Tijdens de Play-Downs
Ook de PD's begonnen zonder verrassingen: Antwerpen en Halen pakten beide meteen de volle 3 punten tegen respectievelijk Waremme en Kapellen. De tweede speeldag deelden Antwerpen en Puurs de punten en ging Kapellen winnen in Waremme. Hierdoor sprong Kapellen over Waremme in de rangschikking. De derde speeldag vielen er opnieuw geen verrassingen te noteren: Antwerpen en Halen pakten de 3 punten tegen Kapellen en Waremme.

## Clubs
Tien ploegen startten aan het seizoen 2010/11 in Liga A. De meeste clubs (9) komen uit Vlaanderen en slechts één uit Wallonië. De best vertegenwoordigde provincie is Antwerpen (3 clubs). De provincies West-Vlaanderen, Vlaams-Brabant en Limburg tellen elk 2 clubs, Luik 1. De provincies Oost-Vlaanderen, Waals-Brabant, Namen, Luxemburg en Henegouwen hebben geen vertegenwoordigers in de hoogste reeks.
| #  | Club                      | Locatie   | Sporthal                | Capaciteit |
| -- | ------------------------- | --------- | ----------------------- | ---------- |
| 1  | Knack Randstad Roeselare  | Roeselare | Schiervelde             | 2250       |
| 2  | Noliko Maaseik            | Maaseik   | Lotto Dôme              | 2500       |
| 3  | VC Euphony Asse-Lennik    | Zellik    | Molenbos                | 640        |
| 4  | Group d´Arte Averbode     | Averbode  | Gemeentelijke Sporthal  |            |
| 5  | Topvolley Antwerpen       | Hoboken   | Zorgvliet (sportschuur) |            |
| 6  | Aquacare Halen            | Halen     | de Koekoek              | 1305       |
| 7  | Prefaxis Menen            | Menen     | Vauban                  | 1200       |
| 8  | VC Argex Duvel Puurs      | Puurs     | Vrijhals                | 900        |
| 9  | VBC Waremme               | Borgworm  | Hall Omnisports         | 400        |
| 10 | VBC Scheldenatie Kapellen | Kapellen  | Gemeentelijke Sporthal  |            |

| 1 2 3 4 5 6 7 8 9 10 Geografische verspreiding clubs |

## Reguliere competitie
| Pl. | Club                      | Gesp. | W  | 3-2 | 2-3 | V  | SV | ST | Ratio | Ptn. | PO of PD |
| --- | ------------------------- | ----- | -- | --- | --- | -- | -- | -- | ----- | ---- | -------- |
| 1   | Knack Randstad Roeselare  | 18    | 17 | 0   | 0   | 1  | 51 | 13 | 3,92  | 51   | PO       |
| 2   | Noliko Maaseik            | 18    | 13 | 4   | 0   | 1  | 52 | 13 | 4,00  | 47   | PO       |
| 3   | VC Euphony Asse-Lennik    | 18    | 12 | 1   | 1   | 4  | 45 | 20 | 2,25  | 39   | PO       |
| 4   | Group d´Arte Averbode     | 18    | 11 | 0   | 1   | 6  | 38 | 26 | 1,46  | 34   | PO       |
| 5   | Prefaxis Menen            | 18    | 8  | 1   | 3   | 6  | 37 | 32 | 1,16  | 29   | PO       |
| 6   | Aquacare Halen            | 18    | 7  | 1   | 1   | 9  | 30 | 36 | 0,83  | 24   | PO       |
| 7   | Topvolley Antwerpen       | 18    | 6  | 1   | 2   | 9  | 30 | 38 | 0,79  | 22   | PD       |
| 8   | VC Argex Duvel Puurs      | 18    | 3  | 2   | 1   | 12 | 23 | 44 | 0,52  | 14   | PD       |
| 9   | VBC Waremme               | 18    | 1  | 1   | 1   | 15 | 13 | 51 | 0,25  | 6    | PD       |
| 10  | VBC Scheldenatie Kapellen | 18    | 1  | 0   | 1   | 16 | 6  | 52 | 0,12  | 4    | PD       |

Hierdoor verkreeg Antwerpen 3 extra punten en verloor Halen er 4. 

## Play Offs
De nummers 1 tot 6 plaatsten zich voor de Play Downs en konden spelen voor een finaleplaats.
Dit waren respectievelijk: Roeselare, Maaseik, Lennik, Averbode, Menen en Halen.
| Pl. | Club                     | Gesp. | W | 3-2 | 2-3 | V | SV | ST | Ratio | Ptn. | Extra Ptn. | Europees volleybal            |
| --- | ------------------------ | ----- | - | --- | --- | - | -- | -- | ----- | ---- | ---------- | ----------------------------- |
| 1   | Noliko Maaseik           | 10    | 7 | 1   | 0   | 2 | 25 | 11 | 2,273 | 27   | 4          | Champions League en PO finale |
| 2   | VC Euphony Asse-Lennik   | 10    | 7 | 0   | 2   | 1 | 26 | 12 | 2,167 | 26   | 3          | Champions League en PO finale |
| 3   | Knack Randstad Roeselare | 10    | 4 | 3   | 0   | 3 | 22 | 15 | 1,467 | 23   | 5          | CEV Cup                       |
| 4   | Group d´Arte Averbode    | 10    | 2 | 1   | 2   | 5 | 15 | 25 | 0,600 | 12   | 2          | CEV Cup                       |
| 5   | Aquacare Halen           | 10    | 2 | 0   | 3   | 5 | 14 | 24 | 0,583 | 9    | 0          | Challenge Cup                 |
| 6   | Prefaxis Menen           | 10    | 1 | 2   | 0   | 7 | 11 | 26 | 0,423 | 7    | 1          |                               |

### PO finale
| Datum      | Thuisploeg             | Uitslag                                 | Bezoekende ploeg       |
| ---------- | ---------------------- | --------------------------------------- | ---------------------- |
| 09.04.2011 | Noliko Maaseik         | 3:0 (25:23, 25:16, 25:11)               | VC Euphony Asse-Lennik |
| 16.04.2011 | VC Euphony Asse-Lennik | 3:2 (25:17, 17:25, 24:26, 25:20, 15:10) | Noliko Maaseik         |
| 21.04.2011 | Noliko Maaseik         | 3:2 (23:25, 21:25, 25:20, 25:13, 15:12) | VC Euphony Asse-Lennik |
| 27.04.2011 | VC Euphony Asse-Lennik | 1:3 (23:25, 25:20, 17:25, 20:25)        | Noliko Maaseik         |

Na vier wedstrijden in deze 'best of five' kroonde Noliko Maaseik zich tot Belgisch kampioen.

## Play Downs
De nummers 7 tot 10 moesten de Play Downs spelen voor het behoud.
Dit waren respectievelijk: Antwerpen, Puurs, Waremme en Kapellen.
| Pl. | Club                      | Gesp. | W | 3-2 | 2-3 | V | SV | ST | Ratio | Ptn. | Extra punten |
| --- | ------------------------- | ----- | - | --- | --- | - | -- | -- | ----- | ---- | ------------ |
| 1   | Topvolley Antwerpen       | 6     | 5 | 1   | 0   | 0 | 18 | 3  | 6,000 | 20   | 3            |
| 2   | VC Argex Duvel Puurs      | 6     | 4 | 0   | 1   | 1 | 15 | 6  | 2,500 | 15   | 2            |
| 3   | VBC Scheldenatie Kapellen | 6     | 2 | 0   | 0   | 4 | 6  | 13 | 0,462 | 6    | 0            |
| 4   | VCB Waremme               | 6     | 0 | 0   | 0   | 6 | 1  | 18 | 0,056 | 1    | 1            |

De nummer 4 degradeert naar Liga B.
Hoewel Waremme laatste eindigde in de Play Downs, konden ze zich handhaven in Liga A. Dit komt doordat Kapellen vrijwillig naar Liga B zakte.
Aangezien Averbode in vereffening ging op het einde van het seizoen, was er plaats voor een bijkomende stijger. Achel, de nummer 2 in Liga B, niet wenste te promoveren. Hierdoor kon Guibertin, net als Waasland, na één seizoen zijn plaats op het hoogste volleybalniveau terug innemen.